# يسقط حكم العسكر

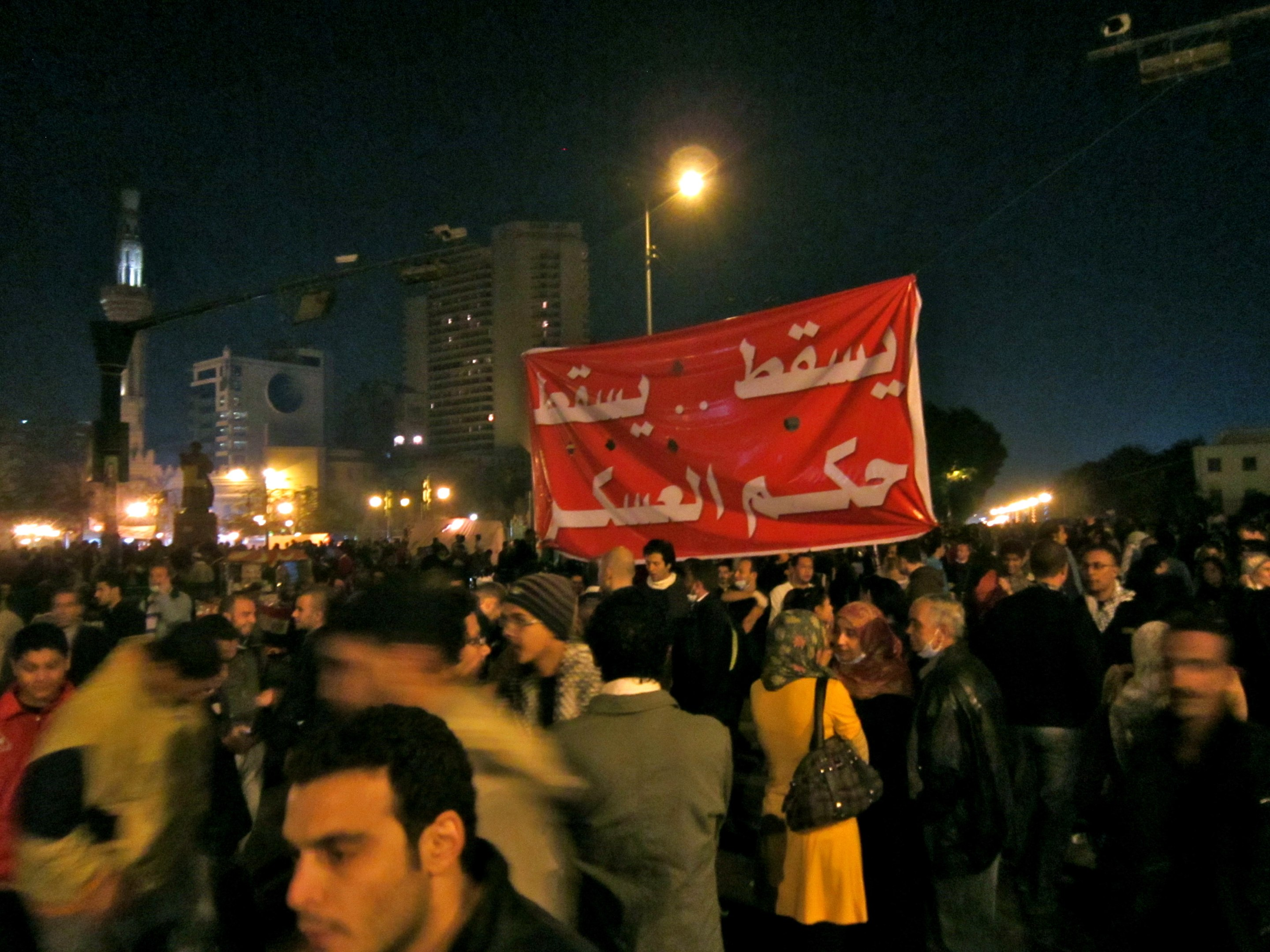
شعار "يسقط يسقط حكم العسكر" مرفوع في مظاهرات في 23 نوفمبر 2011 بميدان التحرير

متظاهرة ترفع لافتة عليها الشعار المندد بحكم المجلس الأعلى للقوات المسلحة أثناء جمعة المطلب الواحد.

يسقط حكم العسكر هو أحد شعارات الثورة المصرية ضمن فعاليات إسقاط الحكم العسكري الذي جاء لمصر بعد خلع الرئيس المعزول مبارك.
رفعت الشعار قوى سياسية وشبابية عديدة، وتغير العديد منها في مواقفه. ومنها شباب 6 أبريل والاشتراكيون الثوريون. وقد صرح سامح سيف اليزل عقب انقلاب 3 يوليو بأن الإخوان المسلمين كانوا في مقدمة من رفعوا هذا الشعار.